# Iber (Hahnbach)
Iber ist ein Kirchdorf und Gemeindeteil der Marktgemeinde Hahnbach im Landkreis Amberg-Sulzbach in der Oberpfalz in Bayern.

## Geschichte
Durch das Erste bayerische Gemeindeedikt wurde Iber im Jahre 1808 zum Steuerdistrikt und dem Landgericht Amberg und damit dem Naabkreis zugeordnet. Nach der Auflösung des Naabkreises zugunsten des Mainkreises und des Regenkreises wurde Iber im Jahr 1810 zusammen mit dem Landgericht Amberg dem Regenkreis zugeordnet (ab 1838 "Oberpfalz und Regensburg").
Durch das Zweite Gemeindeedikt wurde Iber im Jahre 1818 eine  politische Gemeinde.
1838 wurde das Landgericht Vilseck gegründet, dem Iber zusammen mit den Steuergemeinden Adlholz, Ehenfeld, Gebenbach, Gressenwöhr, Großschönbrunn, Hahnbach, Irlbach, Langenbruck, Massenricht, Schalkenthan, Schlicht, Seugast, Sigl, Süß und Vilseck zugeordnet und aus dem Landgericht Amberg herausgelöst wurde.
Am 1. April 1971 wurde die Gemeinde Iber im Zuge der Gebietsreform in Bayern in die Marktgemeinde Hahnbach eingegliedert.